# CS Minerul Lupeni
El CS Minerul Lupeni fue un equipo de fútbol de Rumanía que alguna vez jugó en la Liga I, la primera división de fútbol en el país.

## Historia
Fue fundado en el año 1920 en la ciudad de Lupeni del distrito de Hunedoara con el nombre Jiul Lupeni, y en el año 1928 llega a la final de la Liga I bajo el formato de copa donde pierde ante el Coltea Brasov 2-3.
El club jugó por 4 temporadas en la Liga I, en donde disputó 101 partidos, de los cuales ganó 30, empató 15 y perdió 56, anotando 106 goles y recibió 204 para ubicarse entre los mejores 60 equipos en la historia de la Liga I, aunque el club principalmente jugó en la Liga II y la Liga III.
En la temporada 2010/11 el club abandona la temporada en la Liga II por problemas sobre la carencia de fondos para mantenerse en la liga, por lo que al finalizar la temporada el club desaparece.

## Palmarés
- Liga II (1): 1958–59
- Liga III (5): 1937–38, 1975–76, 1979–80, 1982–83, 2004–05

## Jugadores

### Jugadores destacados
- Viktor Urda
- Niku Popescu
- Bogdan Costea
- Livu Lacatusu